# Saint-Bonnet-sur-Gironde
Saint-Bonnet-sur-Gironde és un municipi francès situat al departament del Charente Marítim i a la regió de la Nova Aquitània. L'any 2007 tenia 856 habitants.

## Demografia

### Població
El 2007 la població de fet de Saint-Bonnet-sur-Gironde era de 856 persones. Hi havia 343 famílies de les quals 100 eren unipersonals (40 homes vivint sols i 60 dones vivint soles), 127 parelles sense fills, 88 parelles amb fills i 28 famílies monoparentals amb fills.
La població ha evolucionat segons el següent gràfic:
Habitants censats

### Habitatges
El 2007 hi havia 451 habitatges, 362 eren l'habitatge principal de la família, 45 eren segones residències i 44 estaven desocupats. 426 eren cases i 22 eren apartaments. Dels 362 habitatges principals, 291 estaven ocupats pels seus propietaris, 55 estaven llogats i ocupats pels llogaters i 17 estaven cedits a títol gratuït; 5 tenien una cambra, 13 en tenien dues, 52 en tenien tres, 126 en tenien quatre i 166 en tenien cinc o més. 171 habitatges disposaven pel capbaix d'una plaça de pàrquing. A 179 habitatges hi havia un automòbil i a 149 n'hi havia dos o més.

### Piràmide de població
La piràmide de població per edats i sexe el 2009 era:
| Homes | Edats   | Dones |
| ----- | ------- | ----- |
| 0     | 95 o +  | 8     |
| 4     | 90 a 94 | 20    |
| 8     | 85 a 89 | 20    |
| 4     | 80 a 84 | 12    |
| 40    | 75 a 79 | 20    |
| 36    | 70 a 74 | 28    |
| 24    | 65 a 69 | 32    |
| 20    | 60 a 64 | 40    |
| 12    | 55 a 59 | 20    |
| 32    | 50 a 54 | 32    |
| 28    | 45 a 49 | 40    |
| 24    | 40 a 44 | 24    |
| 20    | 35 a 39 | 16    |
| 16    | 30 a 34 | 20    |
| 32    | 25 a 29 | 20    |
| 16    | 20 a 24 | 16    |
| 40    | 15 a 19 | 20    |
| 20    | 10 a 14 | 4     |
| 12    | 5 a 9   | 16    |
| 36    | 0 a 4   | 0     |

## Economia
El 2007 la població en edat de treballar era de 467 persones, 314 eren actives i 153 eren inactives. De les 314 persones actives 277 estaven ocupades (163 homes i 114 dones) i 38 estaven aturades (13 homes i 25 dones). De les 153 persones inactives 76 estaven jubilades, 22 estaven estudiant i 55 estaven classificades com a «altres inactius».

### Ingressos
El 2009 a Saint-Bonnet-sur-Gironde hi havia 345 unitats fiscals que integraven 788,5 persones, la mediana anual d'ingressos fiscals per persona era de 13.312 €.

### Activitats econòmiques
Dels 32 establiments que hi havia el 2007, 1 era d'una empresa alimentària, 2 d'empreses de fabricació d'altres productes industrials, 14 d'empreses de construcció, 6 d'empreses de comerç i reparació d'automòbils, 1 d'una empresa de transport, 1 d'una empresa d'hostatgeria i restauració, 2 d'empreses d'informació i comunicació, 1 d'una empresa immobiliària, 2 d'entitats de l'administració pública i 2 d'empreses classificades com a «altres activitats de serveis».
Dels 17 establiments de servei als particulars que hi havia el 2009, 1 era una oficina de correu, 1 taller de reparació d'automòbils i de material agrícola, 5 paletes, 3 guixaires pintors, 3 fusteries, 1 lampisteria, 1 electricista i 2 perruqueries.
Dels 2 establiments comercials que hi havia el 2009, 1 era una botiga de menys de 120 m² i 1 una fleca.
L'any 2000 a Saint-Bonnet-sur-Gironde hi havia 74 explotacions agrícoles que ocupaven un total de 1.960 hectàrees.

## Equipaments sanitaris i escolars
L'únic equipament sanitari que hi havia el 2009 era una farmàcia.
El 2009 hi havia una escola elemental integrada dins d'un grup escolar amb les comunes properes formant una escola dispersa.

## Poblacions més properes
El següent diagrama mostra les poblacions més properes.